# Turnen op de Olympische Zomerspelen 1920
Turnen is een van de sporten die beoefend werden tijdens de Olympische Zomerspelen 1920 in Antwerpen.

## Heren

### Team, Europees systeem
| rang   | sporter(s) | land | punten  |
| ------ | --- | ---- | ------- |
| Goud   | Arnaldo Andreoli Ettore Bellotto Pietro Bianchi Fernando Bonatti Luigi Cambiaso Luigi Contessi Carlo Costigliolo Luigi Costigliolo Giuseppe Domenichelli Roberto Ferrari Carlo Fregosi Romualdo Ghiglione Ambrogio Levati Francesco Loi Vittorio Lucchetti Luigi Maiocco Ferdinando Mandrini Lorenzo Mangiante Antonio Marovelli Michele Mastromarino Giuseppe Paris Manlio Pastorini Ezio Roselli Paolo Salvi Giovanni Tubino Giorgio Zampori Angelo Zorzi | ITA  | 359.855 |
| Zilver | Eugène Auwerkerken Théophile Bauer François Claessens Auguste Cootmans Frans Gibens Albert Haepers Domien Jacob Félicien Kempeneers Jules Labéeu Hubert Lafortune Auguste Landrieu Charles Lannie Constant Loriot Ferdinand Minnaert Nicolaas Moerloos Louis Stoop Jean van Guysse Alphonse van Mele François Verboven Jean Verboven Julien Verdonck Joseph Verstraeten Georges Vivex Julianus Wagemans                                                     | BEL  | 346.765 |
| Brons  | Georges Berger Emile Bouchès René Boulanger Alfred Buyenne Eugène Cordonnier Léon Delsarte Lucien Démanet Paul Durin Georges Duvant Fernand Fauconnier Arthur Hermann Albert Hersoy André Higelin Auguste Hoel Louis Kempe Georges Lagouge Paulin Lemaire Ernest Lespinasse Emile Martel Jules Pirard Eugène Pollet Georges Thurnherr Marco Torrès François Walker Julien Wartelle Paul Wartelle                                                            | FRA  | 340.100 |
| 4      | Josef Bochníček Ladislav Bubeníček Josef Čada Stanislav lndruch Miroslav Klinger Josef Malý Zdeněk Opočenský Josef Pagáč František Pecháček Robert Pražák Václav Stolař Svatopluk Svoboda Ladislav Vácha František Vaněček Jaroslav Velda Václav Wirt | TCH  | 305.255 |
| 5      | Sidney Andrew Albert Betts A.E. Cocksedge J. Cotterell William Cowhig Sydney Cross H.S. Dawswell J.E. Dingley S. Domville W. Doncaster R.E. Edgecombe W. Edwards Henry Finchett Bernard Wallis Franklin J. Harris Samuel Hodgetts Stanley Leigh G. Masters Ronald McLean O. Morris E.P. Ness A.E. Page A.O. Pinner E. Pugh H.W. Taylor J.A. Walker R.H. Zandell                                                                                             | GBR  | 290.115 |

### Individuele meerkamp, Europees systeem
| rang   | sporter(s)          | land | punten |
| ------ | ------------------- | ---- | ------ |
| Goud   | Giorgio Zampori     | ITA  | 88.35  |
| Zilver | Marco Torrès        | FRA  | 87.62  |
| Brons  | Jean Gounot         | FRA  | 87.45  |
| 4      | Félicien Kempeneers | BEL  | 86.25  |
| 5      | Georges Thurnherr   | FRA  | 86.00  |
| 6      | Laurent Grech       | FRA  | 85.65  |
| 7      | Luigi Maiocco       | ITA  | 85.38  |
| 8      | Luigi Costigliolo   | ITA  | 84.90  |

### Team, vrij systeem
| rang   | sporter(s) | land | punten |
| ------ | --- | ---- | ------ |
| Goud   | Georg Albertsen Rudolf Andersen Viggo Dibbern Aage Frandsen Hugo Helsten Harry Holm Herold Jansson Robert Johnsen Christian Juhl Vilhelm Lange Svend Madsen Peder Marcussen Peder Møller Møller Pedersen Niels Turin Nielsen Steen Olsen Hans Rønne Harry Sørensen Christian Thomas Knud Vermehren                                                                                                   | DEN  | 51.35  |
| Zilver | Alf Aaning Karl Aas Jørgen Andersen Gustav Bayer Jørgen Bjørnstad Asbjørn Bodahl Eilert Bøhm Trygve Boyesen Ingolf Davidsen Håkon Endreson Jacob Erstad Harald Færstad Hermann Helgesen Peter Hol Otto Johannesen John Johansen Torbjørn Kristofferson Henrik Nielsen Jacob Opdahl Arthur Rydstrøm Frithjof Sælen Bjørn Skjærpe Wilhelm Steffensen Olav Sundal Reidar Tønsberg Lauritz Wigand-Larsen | NOR  | 48.55  |

### Team, Zweeds systeem
| rang   | sporter(s) | land | punten   |
| ------ | --- | ---- | -------- |
| Goud   | Fausto Acke Albert Andersson Arvid Andersson-Holtman Helge Bäckander Bengt Bengtsson Fabian Biörck Erik Charpentier Sture Ericsson Konrad Granström Helge Gustafsson Åke Häger Ture Hedman Sven Johnson Sven-Olof Jonsson Karl Lindahl Edmund Lindmark Bengt Morberg Frans Persson Klas Särner Curt Sjöberg Gunnar Söderlindh John Sörenson Alf Svensén Gösta Törner                                                     | SWE  | 1363.833 |
| Zilver | Johannes Birk Frede Hansen Frederik Hansen Kristian Hansen Hans Hovgaard Aage Jørgensen Alfred Jørgensen Alfred E. Jørgensen Arne Jørgensen Knud Kirkeløkke Jens Lambaek Kristian Larsen Kristian Madsen Niels Christian Nielsen Niels Erik Nielsen Hans Pedersen Johannes Pedersen Peter Pedersen Rasmus Rasmussen Dynes Sneftrup Hans Drigstrup Sørensen Hans Laurids Sørensen Larsen Sørensen Aage Walther Georg West | DEN  | 1324.833 |
| Brons  | Paul Arets Léon Bronckaert Léopold Clabots Jean Claessens Léon Darrien Lucien Dehoux Ernest Deleu Emil Duboisson Ernest Dureuil Joseph Fiems Marcel Hansen Louis Henin Omer Hoffman Félix Logiest Charles Marschalcke René Paenhuysen Arnold Pierrot René Pinchart Gaspar Pirotte Augusten Pluyes Léopold Son Edouard Taeymans Pierre Thitiar Henri Verhavert                                                            | BEL  | 1094.000 |

## Medaillespiegel
| rang   | land       | goud | zilver | brons | totaal |
| ------ | ---------- | ---- | ------ | ----- | ------ |
| 1      | Italië     | 2    | 0      | 0     | 2      |
| 2      | Denemarken | 1    | 1      | 0     | 2      |
| 3      | Zweden     | 1    | 0      | 0     | 1      |
| 4      | Frankrijk  | 0    | 1      | 2     | 3      |
| 5      | België     | 0    | 1      | 1     | 2      |
| 6      | Noorwegen  | 0    | 1      | 0     | 1      |
| totaal | totaal     | 4    | 4      | 3     | 11     |